# Nikolaï Markov (architecte)
Pour l’article homonyme, voir Nikolaï Markov.
Nikolaï Lvovitch Markov (en russe : Николай Львович Марков), né en 1883 à Tiflis et mort en 1957, est un architecte russe qui a poursuivi sa carrière en Iran où il s'est installé, après la Première Guerre mondiale.

## Biographie
Diplômé de l’académie des beaux-arts de Saint-Pétersbourg en 1910, il suit jusqu’en 1914 des cours dans la section persane de la faculté d’orientologie de l’université de Saint-Pétersbourg.
Il s’engage comme volontaire dans l’armée lors de la Première Guerre mondiale et sert dans le Caucase. Il sera adjudant du général Baratov sur le front de Perse. À la révolution il a atteint le rang de capitaine du génie et, après un bref passage à Tiflis, il rallie Téhéran où il sert dans la division cosaque persane. Il passe par la suite dans l’armée persane et termine sa carrière militaire au rang de général.
Nikolaï Markov a travaillé pour la municipalité de Téhéran où il a construit de nombreux édifices,,,, dont le lycée Alborz, le lycée Jeanne-d'Arc, le bureau de Poste et des Télécommunications de Téhéran et une mosquée.

## Publications
- Nikolai Markov Architecture, Victor Daniel, Bijan Shafei, Sohrab Soroushiani, Architecture of Changing Times in Iran, Did Publications, Tehran, 2004[7],[8],[9]